# ASXL1
ASXL1‏ (ASXL transcriptional regulator 1) هوَ بروتين يُشَفر بواسطة جين ASXL1 في الإنسان.